# سگ جنگلی تین شان
سگ جنگلی تیان شن یا سگ جنگلی سیبری یا سگ جنگلی آسیای باختری با نام علمی (Cuon alpinus hesperius) زیرگونه ای از سگ‌های جنگلی است که بومی آلتایی و رشته کوه‌های تین شان است.

## تغذیه
سگ جنگلی تین شان از جانورانی مانند بزهای کوهی سیبری، گرازها، مرال‌ها، شوکاها، غرم‌ها و آهوهای ختن تغذیه می‌کند.

## جستار های وابسته
- سگ وحشی آسیایی